# Andrea Bertolacci
Andrea Bertolacci (* 11. Januar 1991 in Rom) ist ein italienischer Fußballspieler, der für die US Cremonese aktiv ist.

## Karriere

### Vereine
Bertolacci hatte 2006 in der Jugend des AS Rom mit dem Fußballspielen begonnen und durchlief die dortigen Jugendmannschaften, ehe er 2009 in den Profikader aufstieg. Dort kam er allerdings vorerst nicht zum Einsatz und wurde, um Erfahrung zu sammeln, von 2010 bis 2012 an die US Lecce verliehen. Für diese absolvierte er 41 Partien und erzielte dabei sechs Tore. Nach Ende der Leihe verließ er 2012 den AS Rom und schloss sich dem CFC Genua an. In seiner ersten Saison wurde er fester Bestandteil der Mannschaft und etablierte sich in der Serie A. Zur Saison 2015/16 wechselte Bertolacci zum AC Mailand. Nach zwei Spielzeiten wurde Bertolacci im Sommer 2017 an seinen Ex-Verein CFC Genua verliehen. In der Saison 2018/19 kam er zu keinem Ligaeinsatz und verließ Milan nach der Saison. Er wechselte daraufhin zu Sampdoria Genua.

### Nationalmannschaft
Seit 2006 durchlief Bertolacci alle Jugendmannschaften bis zur italienischen U-21, mit der er unter Trainer Devis Mangia an der U-21-Europameisterschaft in Israel teilnahm. Dort erzielte er in seinem einzigen Einsatz gegen Norwegens U-21 sein bisher einziges Tor in den Junioren-Auswahlen erzielen. Am Ende des Turniers wurde man durch die Finalniederlage gegen Spanien Vize-Europameister.
Nachdem Bertolacci bereits im Frühjahr 2014 von Cesare Prandelli zu einem Lehrgang der Italienischen Nationalmannschaft eingeladen wurde, folgte im Herbst 2014 sein erster Einsatz für die Squadra Azzurra. Antonio Conte nominierte Bertolacci für die Partien gegen Kroatien und Albanien. Gegen Kroatien noch ohne Einsatz, feierte Bertolacci am 18. November gegen Albanien sein Debüt für die Azzurri. Auch im Jahr 2015 gehörte Bertolacci zunächst regelmäßig zum Kader, kam sowohl in der EM-Qualifikation als auch im Freundschaftsspiel gegen Portugal zum Einsatz. Die letzte seiner bisher fünf Partien absolvierte er am 13. Oktober 2015 gegen Norwegen. Seitdem wurde er nicht mehr berücksichtigt.

## Erfolge
Nationalmannschaft
- U21-Vize-Europameister: 2013

AC Mailand
- Italienischer Supercup: 2016